# Fabio Celoni
Fabio Celoni (né à Sesto San Giovanni le 23 septembre 1971) est un auteur de bande dessinée italien. 

## Biographie
Collaborateur de l'hebdomadaire jeunesse Topolino en 1991, il devient le plus jeune auteur italien à créer des bandes dessinées Disney pour la filiale italienne du groupe. En 2014, il dessine sur un texte de Bruno Enna l'histoire de Donald Duck Lo strano caso del dottor Ratkyll e di mister Hyde, parodie de L'Étrange Cas du docteur Jekyll et de M. Hyde ensuite éditée en album cartonné et qui lui vaut le prix Papersera 2015 du meilleur dessinateur Disney de l'année[réf. souhaitée].
Il travaille également pour Sergio Bonelli Editore, le principal éditeur italien de bande dessinée de genre, à partir de 2000, réalisant notamment plusieurs histoires de Dylan Dog.

## Récompense
- 2013 : Prix Micheluzzi de la meilleure série au dessin non réaliste pour Mickey Mouse : Dracula de Bram Topker (it) (avec Bruno Enna)[réf. souhaitée]